# Overkill Software
Overkill Software је шведска компанија која се бави развојем видео игара, основана 2009. године у Стокхолму. Компанију су основали Улф Андерсон, Бо Андерсон и Симон Виклунд након што је њихова претходна компанија, Grin, банкротирала. Компанија је препознатљива по успешном Payday серијалу.

## Историја
Браћа Улф и Бо Андерсон су основали компанију Grin 1997. године, која је произвела неколико успешних наслова. Међутим, након што је уговор са компанијом Square Enix пропао, компанија је 2009. године банкротирала. Браћа Андерсон су основала компанију Overkill Software, а њихов први пројекат је био Payday: The Heist, 2011. године. Игра је доживела успех.
Услед недостатка средстава за развијање наставка Payday серијала, Overkill је склопио уговор са шведским студиом Starbreez Studios, који је у то време развијао Brothers: A Tale of Two Sons. Званично, Starbreez je постао власник компаније Overkill 19. априла, 2012. године. Ово је финансијски помогло компанији Overkill да заврши наставак Payday серијала, под именом Payday 2.
Након издавања игре Payday 2, дошло је до несугласица међу браћом Андерсон. Извори блиски компанији наводе да је Улф Андерсон био преморен од посла и да се месецима није појављивао на радном месту.Бо је одлучио да купи његов део компаније и Улф је званично објавио свој одлазак из компаније 4. маја 2015. године, из ненаведених разлога. Иако је објавио одлазак, остао је да ради као консултант за Overkill наредне 2 године. Улф Андерсон је основао компанију 10 Chambers Collective.
Starbreez је 2014. године објавио да је набавио дозволу за израду Overkill's The Walking Dead (OTWD). Слично Payday 2 игри, Overkill је планирао да направи игру у којој ће 4 играча међусобно сарађивати. Игра је у почетку била развијана на Diesel погону игре. Starbreez je купио Valhalla погон игре и одлучио да развој игре настави у новом погону. Valhalla се показала као веома компликована за коришћење и девелопери су проценили да се неких 50% времена утроши на разумевање и поправљање погона уместо на развијање игре. У априлу 2017. године, након одлагања датума изласка игре, одлучено је да се развој настави на Unreal Engine погону игре. Игра је пуштена у продају у новембру 2018. године. Игра је добила негативне критике и била је продана у само 100000 примерака, много мање од броја који је Starbreez очекивао. Након овог неуспеха, Бо Андерсон је отпуштен са места извршног директора.

## Видео игре
- Payday: The Heist (2011)[7]

- Payday 2 (2013)[8]
- Payday: Crime War(2018)[9]
- Overkill's The Walking Dead (2018)
- Storm (није објављена година издавања)
- Payday 3 (није објављена година издавања)